# Sole diazoniowe

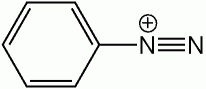
Kation fenylodiazoniowy

Sole diazoniowe – grupa organicznych związków chemicznych o wzorze ogólnym ArN2+X−, powstających w reakcji diazowania pierwszorzędowych amin aromatycznych za pomocą kwasu azotawego. Związki diazoniowe są wykorzystywane w reakcjach syntezy wielu związków organicznych. Ponieważ są nietrwałe, zwykle nie izoluje się ich, lecz wykorzystuje bezpośrednio do dalszych reakcji, np. :

## Mechanizm otrzymywania
W reakcji powstawania związku diazoniowego jon nitrozoniowy NO+, powstały w wyniku protonowania HNO2 i utraty cząsteczki wody, tworzy potrójne wiązanie z atomem azotu pierwszorzędowej aminy aromatycznej. Wiązanie to zachodzi w wyniku:
- nukleofilowego ataku aminy na jon nitrozoniowy i oderwanie protonu, z utworzeniem nitrozoaminy,
- protonowania tlenu w nitrozoaminie i eliminacji cząsteczki wody.

W wyniku tego powstaje aromatyczny jon diazoniowy ArN2+.

## Reakcje soli diazoniowych

### Wymiana grupy –N2na atom halogenu[2]
Grupę –N2 można wymienić na chlor, brom lub cyjanek, grupę nitrową, grupę sulfonową (będące w istocie pseudohalogenami) na drodze reakcji Sandmeyera. Przeprowadza się ją przez wymieszanie roztworu soli diazoniowej (którą można otrzymać in situ z odpowiedniej aminy) z chlorkiem, bromkiem lub cyjankiem miedzi(I). Podczas zachodzenia reakcji stopniowo wydziela się azot i powstaje halogenek arylu, np.:
ArN2+X− + CuCl → ArCl + N2↑ + X−
W przypadku zastosowania cyjanku miedzi(I), powstający nitryl ulega hydrolizie do kwasu karboksylowego.
Możliwe jest także dodanie do roztworu soli diazoniowej sproszkowanej metalicznej miedzi oraz chlorowodoru lub bromowodoru. Zachodzi wtedy reakcja Gattermanna. Jej produkty są takie same, jak w przypadku reakcji Sandmeyera.
Wymiana grupy –N2 na jod zachodzi na tyle łatwo, że wystarczy zmieszać roztwór soli diazoniowej z jodkiem potasu.
ArN2+X− + I− → ArI + N2↑ + X−
Za pomocą reakcji Balza-Schiemanna możliwe jest podstawienie grupy diazoniowej atomem fluoru. Do roztworu soli diazoniowej dodaje się wówczas kwas tetrafluoroborowy (HBF4), dzięki czemu wytrąca się nierozpuszczalny tetrafluoroboran diazoniowy:
ArN2+X− + HBF4 → ArN2+BF4−↓ + HX
Powstały tetrafluoroboran diazoniowy po osuszeniu ogrzewa się, doprowadzając do jego rozkładu termicznego:
ArN2+BF4− → ArF + BF3 + N2↑
Zamiast HBF4 można użyć kwasu heksafluorofosforowego (HPF6). Zachodzące reakcje są analogiczne.

### Wymiana grupy diazoniowej na grupę hydroksylową[2]
Sole diazoniowe reagują z wodą z wytworzeniem fenoli:
ArN2+X− + H2O → ArOH + N2↑ + H+
W przypadku przeprowadzania innych syntez przemiana ta może stanowić reakcję konkurencyjną, tym samym zmniejszając wydajność innych procesów. Dlatego sole diazoniowe zwykle otrzymuje się w jak najniższej temperaturze (ok. 0 °C).
Nowo powstające fenole mogą reagować z samymi solami diazoniowymi, tworząc związki azowe (reakcja sprzęgania). Zapobiega się temu poprzez zastosowane silnie kwaśnego środowiska.

### Wymiana grupy –N2na atom wodoru[2]
Podstawienie grupy diazoniowej atomem wodoru odbywa się zazwyczaj z wykorzystaniem kwasu podfosforawego (H3PO2). W celu przeprowadzenia reakcji do soli diazoniowej dodaje się kwas podfosforawy. Następuje jego utlenienie do kwasu fosforawego (H3PO3), redukcja soli diazoniowej do węglowodoru aromatycznego oraz wydzielenie cząsteczkowego azotu:
ArN2+X− + H3PO2 + H2O → ArH + H3PO3 + N2↑ + HX
Jest to bardzo efektywna metoda usuwania ze związku aromatycznego grup nitrowych oraz aminowych.

### Reakcja sprzęgania[2]
Sprzęganie soli diazoniowych jest w istocie reakcją substytucji elektrofilowej. Sól diazoniowa stanowi bardzo słaby czynnik elektrofilowy, dlatego reaguje wyłącznie z bardzo mocno aktywowanymi pierścieniami aromatycznymi, np. fenolami czy aminami. Podstawienie następuje głównie w pozycji para względem aktywującej grupy:
ArN2+X− + Ar’H → Ar-N=N-Ar’ + HX
Powstający Ar-N=N-Ar’ to związek azowy (azozwiązek).
Najważniejszą kwestią przy przeprowadzaniu sprzęgania jest kwasowość środowiska. Sól diazoniowa w środowisku zasadowym przekształca się w związki ArN2OH oraz ArN2O−, które nie ulegają reakcji sprzęgania (nie są czynnikami elektrofilowymi). Dlatego w środowisku kwasowym największa część soli diazoniowej występuje w formie ulegającej reakcji. Z drugiej strony, zarówno aminy, jak i fenole w środowisku kwasowym wolniej ulegają sprzęganiu – w mniejszym stopniu aktywują pierścień. Dlatego środowisko reakcji jest efektem kompromisu i w przypadku fenoli najbardziej dogodne okazuje się środowisko lekko zasadowe, zaś w przypadku amin – lekko kwasowe.